# Ferienfluggesellschaft
Eine Ferienfluggesellschaft ist eine Fluggesellschaft, die Luftbeförderungsleistungen als Teil einer Pauschalreise erbringt. Früher waren dies in der Regel Charterfluggesellschaften wie LTU oder Aero Lloyd, die von Reiseveranstaltern gebucht wurden. Heute sind diese Gesellschaften oft Teil eines Touristikkonzerns, wie die zur Thomas Cook Group gehörenden Condor und Thomas Cook Airlines oder die zur TUI gehörenden TUIfly.